# Força de Resistência Patriótica de Ituri
Força de Resistência Patriótica de Ituri ou Frente pela Resistência Patriótica em Ituri (em francês:  Force de résistance patriotique d’Ituri; FRPI) é uma milícia e um partido político baseado em Bunia que atua principalmente no sul da província de Ituri, no nordeste da República Democrática do Congo.

## Origem
A FRPI foi estabelecida em novembro de 2002 a partir do grupo etnolinguístico Ngiti, um subgrupo dos lendus, como um aliado da Frente Nacionalista e Integracionista (FNI) dominada pelos lendus. Os Ngiti, organizados sob os líderes tradicionais, formaram um contrapeso à União dos Patriotas Congoleses (UPC), apoiada por Ruanda e dominada pelos hemas, no conflito de Ituri. A FRPI foi suportada pela Forças de Renovação, uma facção do Reagrupamento Congolês para a Democracia apoiada por Uganda. Em 2002-2003, a FRPI recebeu apoio das Forças Armadas da República Democrática do Congo (FARDC) e da Força de Defesa Popular de Uganda na luta contra a União dos Patriotas Congoleses. Tanto a República Democrática do Congo quanto a Uganda também ajudaram na criação inicial da FRPI e da FNI, embora nenhum grupo tenha estabelecido controle total sobre os combatentes lendus em Ituri.

## Operações
Em maio de 2003, a FRPI supostamente possuía 9.000 combatentes e estava intimamente ligada à FNI. Até 2015, este número foi estimado por ter diminuído para 1.000. Em fevereiro de 2003, a FRPI participou do massacre de Bogoro com a FNI. A FRPI juntou-se à Força de Defesa Popular de Uganda em uma ofensiva bem-sucedida contra a União dos Patriotas Congoleses em março de 2003 e em conjunto com a FNI ocupou a cidade de Bunia em maio de 2003. Em 2006, o governo congolês assinou um cessar-fogo com a FRPI e outros grupos rebeldes ativos no nordeste do país. Embora 15.000 soldados da FRPI tenham sido desmobilizados como parte do processo de paz e muitos comandantes tenham sido integrados nas FARDC, a atividade violenta da FRPI retornou em 2008 com ataques das forças residuais do grupo contra aldeias em Ituri e acampamentos das Forças Armadas da República Democrática do Congo.  Em setembro de 2008, os comandantes da FRPI se dividiram para formar a Frente Popular para a Justiça no Congo (FPJC). Enquanto seu aliado, a FNI, transformou-se em um partido político em 2005, a FPRI resistiu às campanhas de desarmamento e desmobilização. Na década de 2010, as Forças Armadas da República Democrática do Congo lançaram operações de busca contra membros da FRPI, consideradas as operações governamentais de maior sucesso desde a derrota de 2013 do Movimento 23 de Março pelo enviado das Nações Unidas Martin Kobler.
Inicialmente liderado por Germain Katanga, a liderança da FRPI passou em 2005 para Baudouin Adirodo. Katanga foi preso e levado para o Tribunal Penal Internacional em Haia, em outubro de 2007, para enfrentar acusações de crimes de guerra e crimes contra a humanidade, incluindo o uso de crianças-soldados e a promoção da escravidão sexual. Ele foi considerado culpado em março de 2014.